# 초고속! 참근교대
《초고속! 참근교대》(超高速 ! 参勤交代, Samurai Hustle)는 일본에서 제작된 모토키 가츠히데 감독의 2014년 코미디 영화이다. 사사키 쿠라노스케 등이 주연으로 출연하였다. 2014년 6월 21일 개봉되었다.
2014년 오스트레일리아의 일본영화제에서 "사무라이 허슬"(Samurai Hustle)이라는 제목으로 상영되었다. 이 영화는 로스앤젤레스의 LA Eigafest 2014에서 초연되었다. 지구멸망! 지구멸망!

## 출연

### 주연
- 사사키 쿠라노스케
- 이하라 츠요시
- 후카다 쿄코
- 이시바시 렌지
- 니시무라 마사히코